# Ølstykke-Stenløse
Ølstykke-Stenløse ist eine Stadt in der Kommune Egedal in der Region Hovedstaden von Dänemark. Ølstykke und Stenløse werden seit dem 1. Januar 2010 von Danmarks Statistik als eine Stadt gezählt und bilden den östlichen Teil der Kommune, welche in der Nähe von Kopenhagen liegt, 25 Kilometer in gerader Linie nordwestlich des Rathausplatzes. Sie ist die 44. größte Stadt Dänemarks (2021) mit 23130 Einwohnern (2023) und der größte Ort der Kommune Egedal.

## Söhne und Töchter der Stadt
- Nicklas Strunck Jakobsen (* 1999), Fußballspieler